# Christophe Kempé
Christophe Maurice Jean Kempé (født 2. maj 1975 i Aubervilliers) er en fransk tidligere håndboldspiller, der sluttede sin karriere i den franske ligaklub Toulouse Union HB, som han spillede i 2001-2010. Før dette spillede han blandt andet for spanske Bidasoa Irún.

## Karriere

### Klubber
Kempé, der var stregspiller og har kælenavnet "Tito", debuterede for USAM Nîmes i den franske liga i 1995. Blot et år senere skiftede han til Sporting Toulouse 31 og var her med til at vinde den franske pokalturnering i 1998. I 1999 skiftede han til spanske Bidasoa Irún, inden han to år senere vendte tilbage til hjemlandet til Toulouse Union HB, hvor han spillede resten af sin karriere, til han stoppede med professionel håndbold i 2010.

### Landshold
Kempé debuterede på det franske landshold i 1996 og nåede i alt 177 landskampe. Han var en del af holdet, der vandt bronze ved VM 2003 og VM 2005, inden han var med til at blive europamester i 2006 efter finalesejr over Spanien. To år senere vandt han EM-bronze, inden han samme år var med til OL 2008 i Beijing. Her vandt Frankrig sin indledende pulje, og i kvartfinalen besejrede holdet Rusland. I semifinalen blev det en snæver sejr over Kroatien, inden turneringens store overraskelse, Island ventede i finalen. Her kom franskmændene snart foran med fire mål i første halvleg, hvilket blev øget til ni mål på et tidspunkt i anden halvleg, inden de slappede lidt af og vandt med 28-23 og dermed sikrede sig guldet.
Hans sidste store resultat med landsholdet var guldet ved VM 2009 i Kroatien.